# Collectif Moncton Sable
Le Collectif Moncton-Sable est un collectif de création théâtrale fondé à Moncton, au Nouveau-Brunswick, en 1996. Regroupant des artistes multidisciplinaires, le collectif est reconnu pour son approche expérimentale et sa recherche scénique axée sur la physicalité, l’improvisation et l’utilisation de matériaux bruts comme point de départ à la création. 
Bien qu’incorporé en 2000 , Moncton-Sable a toujours conservé une structure horizontale et non hiérarchique, refusant de devenir une compagnie théâtrale traditionnelle. Elle met en scène les textes de la romancière France Daigle: Sable (1997), Craie (1999) et Foin (2000), sur la relation entre la matière et l'être humain. D'autres pièces sont produites, dont Bric-à-Brac (2001) et Sans jamais parler du vent (2003). Trois pièces de Paul Bossé sont aussi montées, dont Pellicule (2009), alliant cinéma et théâtre, tant par ses thèmes que par la projection d'images.

## Historique
Le collectif est né de l’initiative de la conceptrice d’éclairage Louise Lemieux et de la scénographe Paryse Normendeau, qui souhaitaient explorer la création théâtrale à partir d’un matériau scénique plutôt que d’un texte dramatique. À l’été 1997, elles réunissent quatre jeunes diplômé·es du Département d’art dramatique de l’Université de Moncton — Philip André Collette, Amélie Gosselin, Diane Richard — ainsi que l’artiste en danse et performance Lynne Surette, pour amorcer un laboratoire artistique autour du sable comme matière première. Le nom « Moncton-Sable » découle de cette première expérience, menée dans le théâtre La Grange, alors transformé en vaste bac à sable contenant 25 tonnes de sable.

### Philosophie artistique
Moncton-Sable privilégie une approche collective, expérimentale et non textuelle du théâtre. Le processus créatif s’appuie sur l’improvisation physique autour d’un matériau concret — sable, craie, foin, bric-à-brac, papier — et évolue à travers une série d’explorations où le langage verbal est souvent mis en retrait. Le collectif cherche à repousser les limites de la représentation scénique, en valorisant le corps de l’acteur·rice, la scénographie immersive, l'intégration d'artistes de divers horizons, et une collaboration égalitaire entre toutes les personnes impliquées dans la création.

### Œuvres marquantes
Parmi les productions notables du collectif figurent :
- Sable (1997) – première création inspirée de Variations en B et K de France Daigle.
- Craie (1999) – exploration de l’écriture et du corps dans l’espace.
- Foin (2000) – hommage aux racines rurales acadiennes, utilisant des ballots de foin comme décor et assises.
- Bric-à-brac (2001) – installation scénique évoquant un magasin de brocante postmoderne.
- En pelletant de la neige (2003) – étude ludique sur la musicalité des mots, en collaboration avec le musicien Jean Surette.
- Empreintes (2003) – texte de Paul Bossé présenté au Centre culturel Aberdeen[9].
- Sans jamais parler du vent (2004), Linoléum (2005), Alors, tu m’aimes? (2005) – pièces de France Daigle, Paul Bossé et Monique Snow[10] jouées au Théâtre l’Escaouette.
- Papier (2006) – grande production collective rassemblant vingt artistes, centrée sur le matériau papier.
- Histoire de la maison qui brûle (2007) – adaptation scénique du roman de France Daigle.
- Cuisine coquine (2009) – laboratoire autour des plaisirs culinaires et sensoriels.

## Fonctionnement et impact
Moncton-Sable s’est démarqué par son refus d’un modèle théâtral institutionnalisé. Les décisions artistiques, administratives et financières sont prises par consensus, et les membres sont libres d’y collaborer selon leur disponibilité. Cette souplesse a permis au collectif de durer plus d’une décennie et d’attirer des artistes de diverses disciplines, souvent non issus du milieu théâtral.
Les activités du collectif ont contribué à dynamiser la scène artistique de Moncton en créant un espace de liberté où les artistes peuvent expérimenter sans la pression commerciale ou structurelle des compagnies établies. Le collectif demeure un lieu de recherche et de rencontre artistique, et plusieurs de ses membres — dont Philip André Collette, Amélie Gosselin, et Lynne Surette — ont eu une influence notable sur le développement du théâtre expérimental en Acadie.